# 앨릭스 리조
알렉스 리조(Alex Rizzo, 1968년 1월 12일 ~ 2002년 5월 16일)는 미국의 프로레슬링선수다. 더들리 보이즈의 원년 멤버였다. 주 링 네임은 빅 딕 더들리(Big Dick Dudley)다. 키는 199cm 몸무게는 150kg이다.
2002년 5월 16일 뉴욕 코피아그(copiague) 자택에서 신부전으로 숨졌다.

## 수상
- NWA 저지 하드코어 챔피언 1회
- NWA 저지 헤비웨이트 챔피언 1회
- UXW 헤비웨이트 챔피언 2회
- UXW 태그팀 챔피언 1회 - 샘 더들리
- XPW 월드 헤비웨이트 챔피언 1회